# Jan Lodewijk van der Weyden

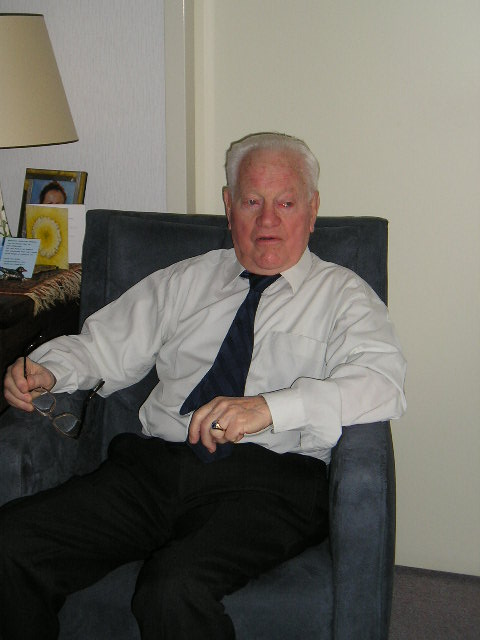

Jan Lodewijk van der Weyden (1920 - 2012) was tijdens de Tweede Wereldoorlog geheim agent bij Bureau Bijzondere Opdrachten in Londen.
Jan Lodewijk was de zoon van Clemens Louis Arnold van der Weyden, arts, en Christina Frederika Maria Catharina van Erven Dorens. 

## Oorlogsjaren
Vlak na de capitulatie in mei 1940 ging Jan  ('Puck') Van der Weyden samen met Jan Platteel op de fiets naar Delfzijl om te onderzoeken of ze met een schip mee naar Zweden konden. Ze hadden allebei in Delfzijl de Hogere Zeevaartschool “Abel Tasman” afgerond en beschikten over het nodige monsterboekje om weer  te gaan varen. Jan had geen geluk, maar Puck kon mee naar Finland om hout te halen. Aangezien Finland met Rusland in oorlog was, kon hij daar niet drossen. Die zomer maakte hij nog twee reizen naar Finland. In de zomer van 1941 en 1942 voer hij met kapitein Bos naar Zweden om hout te halen, maar nog steeds kwam er geen kans om van boord te gaan. Hij verbleef enkele maanden in Rotterdam, waar hij voor zijn volgende stuurmansgraad een opleiding volgde op de Zeevaartschool. Onderdak vond hij in IJsselmonde bij Dr. Moll, huisarts aldaar en de vader van zijn Delfzijl-maatje Chris Moll, die inmiddels als stuurman op een koopvaardijschip naar Amerika was ontkomen. Na de oorlog trouwde Puck met de dochter van Dr. Moll. Hij kwam als stuurman terecht op “De Rijn” van maatschappij Vinke & Co en verliet Rotterdam in augustus 1943. Het konvooi werd beschoten door Bristol Beaufighters van RAF Coastal Command’s 236 en 254 Squadrons en de “Aludra” zonk bij Vlieland.   
In Kiel gingen de Duitsers van boord. Bij Zweden bleef “De Rijn” vlak bij de kust om de mijnen te ontwijken. Rond middernacht sprong hij met Jaap Kreumer, Ferdinand Stuvel en eerstejaars student Gillissen over boord en zwom hij naar wal. In een strandhuisje droogden ze op en wachtten ze het daglicht af. Toen ze op stap gingen werden ze door de politie gearresteerd en naar Stockholm gebracht. Een week zaten ze daar samen in een kamertje, want de Nederlandse gezant, de heer de Jong, was net een week aan het jagen. Op het Consulaat werden ze vervolgens door de Nederlandse autoriteiten diepgaand ondervraagd om hun betrouwbaarheid vast te stellen. Puck had alleen nog een verklaring van de burgemeester van Delfzijl dat hij aldaar zijn paspoort had moeten inleveren. Door het Consulaat werd vervolgens een nieuw paspoort verstrekt en voor allen een visum voor Engeland geregeld.
Omdat de invasie al werd voorbereid, konden ze niet direct naar Engeland. Ze werden naar Falun gestuurd en moesten zes maanden houthakken. In december 1943 vierden ze kerstmis in Upsala.  
In januari 1944 werd hij naar Göteborg gebracht met een groep van 20 mannen w.o. Wouter Pleijsier, Bobbie ten Broek en Nel Zaal. Ze werden ondergebracht in het Zeemanshuis, waar hij zich verder in het telegrafistenwerk bekwaamde en de groep onder meer wat Engels leerde. In augustus 1944 vloog hij met vijf Nederlanders en drie Russen in een Dakota zonder drukcabine van Stockholm naar de RAF basis Leuchars, in Schotland. 
Met de trein reisden ze naar Engeland. Aan de grens werden de Schotse spoorwegmannen vervangen door Engelse. Ze werden op de Patriotic School in Wandsworth bij Londen, een week lang door de Britse Inlichtingendienst ondervraagd en daarna werd Puck gevraagd om te worden opgeleid tot geheim agent voor het Bureau Bijzondere Opdrachten (BBO) om in Nederland te worden gedropt. Hij werd daarvoor in ruim drie maanden opgeleid. 
Na een basisscholing in Winterfold bij Southampton volgde een 3 weekse 'survival' cursus in West Schotland. Daarna een korte opleiding van 3 dagen parachute vouwen en -springen, op RAF Ringway, bij Manchester. Laatste sprong bij nacht, vanaf 150 meter.... De groep bestond toen uit de BBO-agenten in opleiding Frans Dekker, Ferdinand Stuvel, Sjoerd Sjoerdsma, Bobby ten Broek Wouter Pleysier en Puck van der Weyden.
In Beaulieu, bij Southampton, kreeg hij les in schieten, codering en sabotage. Hij moest vervolgens  - als radiotelegrafist in opleiding - codes leren en radiosets hanteren en repareren in Grendon Hall, bij Oxford. Dit jaar werd Kerstmis gevierd in Londen. 
Mission 'Snort': Op 2 maart 1945 werd hij voor zijn BBO-missie vanaf de geheime vliegbasis RAF Tempsford door een Canadese bemanning van 161 Sqn vanuit een omgebouwde Short Stirling bommenwerper met Rein Bangma in een bos bij Lunteren geparachuteerd. Ze werden door het verzet opgevangen en door de boswachter mee naar huis genomen. Na wat droge bruine boterhammen te hebben gegeten, moesten ze verder. Van der Weyden kwam bij de familie van der Velden in Barneveld terecht, waar een antenne in huis was. Zijn radio zat in een koffertje, dat hij steeds meenam als hij naar een dropping fietste. Zo kon hij meteen doorgeven of die geslaagd was. In Barneveld sloot hij zich aan bij een verzetsgroep en nam actief deel aan sabotage en verzetswerk. 
Met Rein Bangma ging hij nog naar Elburg om daar met het lokale verzet sabotage activiteiten te plegen en verslag te doen van de vertrekkende Duitsers. Op 19 april verzond hij zijn laatste bericht aan Londen, toen ze bevrijd werden door Canadese troepen. Vanuit Londen kregen ze opdracht naar Nijmegen te gaan, dat reeds in september 1944 was bevrijd. Vanaf Malden vlogen ze met een Dakota terug naar Engeland.
Hij ging via Schotland met de Queen Mary naar de Verenigde Staten om in Camp Lejeune een mariniersopleiding te krijgen om later (voormalig Nederlands) Indië te helpen bevrijden. De opleiding duurde drie maanden. Na de capitulatie van Japan (‘VJ-Day’) voer hij met de Queen Elizabeth naar Southampton. Met een ander schip ging hij naar Amsterdam, waar hij met 10 man een officiersopleiding kreeg. Hij weigerde een contract te tekenen om drie jaar te worden uitgezonden naar Indië en moest als straf naar Zandvoort om munitie, opgeslagen in bunkers, te bewaken.

## Na de oorlog
In 1946 ging Van der Weyden bij de KLM werken als vluchtadviseur. In “Rust en Vreugd” in Wassenaar kreeg hij de opleiding Operations. Bij de KLM kwam hij enkele bekenden tegen: Jonkie de Wit, die ook in Camp Lejeune zat en Piet Mulder, die hij in Zandvoort had ontmoet. 

Op 5 februari 1948 trad hij in het huwelijk met de 28-jarige Maria Irmgard Moll, dochter van wijlen Dr. Lambertus Moll en Anna Irmgard Bakhuizen. In 1952-1955 zat hij met zijn vrouw, dochter en zoon voor de KLM in Bangkok en van 1957-1960 in Caïro. Daarna woonde hij in Hilversum en werkte hij op Schiphol totdat hij in 1980 met pensioen ging.

## Onderscheiden
- Bronzen Kruis (BK), 8 juni 1946
- King's Commendation for Brave Conduct (KCBC), 11 juni 1947

## Trivia
MCB Camp Lejeune in Jacksonville (North Carolina) wordt nog steeds gebruikt om militairen voor te bereiden die binnenkort op missie gaan.